# Доње Дубраве
Доње Дубраве су насељено мјесто у саставу града Огулина, Карловачка жупанија, Република Хрватска.

## Географија
Доње Дубраве се налазе око 23 км сјевероисточно од Огулина. Доње Дубраве су од Кордуна одвојене природном границом коју чини река Мрежница.

## Становништво
Према попису становништва из 2011. године, насеље Доње Дубраве је имало 195 становника.
| Националност       | 1991. | 1981. | 1971. | 1961. |
| Срби               | 192   | 216   | 270   | 293   |
| Југословени        | 9     | 9     | 3     |       |
| Хрвати             | 6     | 5     | 12    | 4     |
| остали и непознато | 2     | 10    |       | 2     |
| Укупно             | 209   | 240   | 285   | 299   |

| Демографија | Демографија | Демографија |
| Година      | Становника  | Становника  |
| ----------- | ----------- | ----------- |
| 1961.       | 299         |             |
| 1971.       | 285         |             |
| 1981.       | 240         |             |
| 1991.       | 209         |             |
| 2001.       | 249         |             |
| 2011.       |             | 195         |

## Попис 1991.
На попису становништва 1991. године, насељено место Доње Дубраве је имало 209 становника, следећег националног састава:
| Попис 1991.‍ | Попис 1991.‍ | Попис 1991.‍ | Попис 1991.‍ | Попис 1991.‍ |
| ----------- | ----------- | ----------- | ----------- | ----------- |
|             |             |             |             |             |
| Срби        | Срби        |             | 192         | 91,86%      |
| Југословени | Југословени |             | 9           | 4,30%       |
| Хрвати      | Хрвати      |             | 6           | 2,87%       |
| Грци        | Грци        |             | 1           | 0,47%       |
| непознато   | непознато   |             | 1           | 0,47%       |
| укупно: 209 |             |             |             |             |

## Знамените личности
- Ђуро Затезало, српски историчар